# Haldane (cráter marciano)
Haldane es un cráter situado en el cuadrángulo Eridania de Marte, localizado en las coordenadas 53.1° Sur y 230.9° Oeste. Tiene un diámetro de 78,7 km y debe su nombre al biólogo inglés J. B. S. Haldane (1892-1964). El nombre fue aprobado en 1973 por el Grupo de Trabajo de la Unión Astronómica Internacional (IAU) para la Nomenclatura de Sistemas Planetarios (WGPSN).
| [[File:Wikihaldane.jpg\|1200px\|alt={{{Alt\|{{{descripción}}}]]                                                                                              |
| Cráter Haldane, fotografía de la cámara CTX a bordo del Mars Reconnaissance Orbiter. Borde oeste del cráter (El norte, hacia la izquierda de la fotografía). |